# PEC in het seizoen 1933/34
Het seizoen 1933/1934 was het 24e jaar in het bestaan van de Zwolse voetbalclub PEC. De club kwam uit in de Eerste Klasse Oost. Ook werd deelgenomen aan het toernooi om de KNVB beker.

## Wedstrijdstatistieken

### Eerste Klasse Oost
| AVC Heracles                                                       |                                                                                       |               | |
|                                                                    | PEC                                                                                   | 0 – 5 (0 – 2) | AVC Heracles                                                                                             |
| 24 september 1933 Plaats: Zwolle Sportpark De Vrolijkheid          |                                                                                       |               | 30' Wim Tusveld Cees Schlosser 60' Wim Tusveld Bernard Bulters Wim Tusveld                               |
|                                                                    | AVC Heracles                                                                          | 3 – 1 (2 – 1) | PEC |
| 3 december 1933 Plaats: Almelo Gemeentelijk Sportpark Bornsestraat | Geert Entjes Jo Hinnen 35' Peter Volkerink                                            |               | |
| Go Ahead                                                           |                                                                                       |               | |
|                                                                    | PEC                                                                                   | 0 – 3 (0 – 3) | Go Ahead                                                                                                 |
| 19 november 1933 Plaats: Zwolle Sportpark De Vrolijkheid           |                                                                                       | IJsselderby   | 5' Jan Halle 10' Henny Koopman Roelof de Vries                                                           |
|                                                                    | Go Ahead                                                                              | 3 – 1 (3 – 0) | PEC |
| 7 januari 1934 Plaats: Deventer De Adelaarshorst                   | Jan de Kreek 23' Henny Koopman 33' Jan de Kreek 40'                                   | IJsselderby   | 70' Kaiser                                                                                               |
| Sportclub Enschede                                                 |                                                                                       |               | |
|                                                                    | PEC                                                                                   | 0 – 5 (0 – 2) | Sportclub Enschede                                                                                       |
| 14 januari 1934 Plaats: Zwolle Sportpark De Vrolijkheid            |                                                                                       |               | 5' Henny Wiecherink Johan Gerritsen 65' Gerrit Nagels Huckriede Jan Frölich                              |
|                                                                    | Sportclub Enschede                                                                    | 2 – 3 (0 – 2) | PEC |
| 8 oktober 1933 Plaats: Enschede G.J. van Heekpark                  | Huckriede Jan Frölich 55'                                                             |               | 20' Roelof Koekkoek 24' Lulof Heetjans 60' Lulof Heetjans                                                |
| AVC Vitesse                                                        |                                                                                       |               | |
|                                                                    | PEC                                                                                   | 4 – 6 (2 – 5) | AVC Vitesse                                                                                              |
| 25 februari 1934 Plaats: Zwolle Sportpark De Vrolijkheid           | Johan Heilhof 15' Huub Pallandt (pen) 16' Huub Pallandt (pen) 62' Harry Kliphuis 77'  |               | 4' Gerard Jansen 28' Arie Schoorl 35' Arie Schoorl 37' Jan Dommering 41' Kees Meeuwsen 78' Kees Meeuwsen |
|                                                                    | AVC Vitesse                                                                           | 3 – 1 (2 – 1) | PEC |
| 5 november 1933 Plaats: Arnhem Monnikenhuize                       | Jan Dommering 12' Ad Dam 41' Jan Dommering 73'                                        |               | 33' Lulof Heetjans                                                                                       |
| HVV Tubantia                                                       |                                                                                       |               | |
|                                                                    | PEC                                                                                   | 6 – 1 (4 – 0) | HVV Tubantia                                                                                             |
| 29 oktober 1933 Plaats: Zwolle Sportpark De Vrolijkheid            | Huub Pallandt 5' Huub Pallandt 20' Cor Manni 25' Lulof Heetjans 55' Huub Pallandt 89' |               | 75' van der Berg                                                                                         |
|                                                                    | HVV Tubantia                                                                          | 4 – 2 (1 – 0) | PEC |
| 11 februari 1934 Plaats: Hengelo Sportpark De Bijenkorf            | Lamme 25' Assink 58' Mengering 70' Assink 85'                                         |               | Lulof Heetjans 82' Lulof Heetjans                                                                        |
| AGOVV                                                              |                                                                                       |               | |
|                                                                    | PEC                                                                                   | 5 – 1 (0 – 0) | AGOVV |
| 28 januari 1934 Plaats: Zwolle Sportpark De Vrolijkheid            | Lulof Heetjans 60' Cor Manni 61' Lulof Heetjans 63' Lulof Heetjans                    |               | 90' Jo Kluin                                                                                             |
|                                                                    | AGOVV                                                                                 | 1 – 3 (0 – 2) | PEC |
| 22 oktober 1933 Plaats: Apeldoorn Sportpark Berg & Bos             | Steenhuizen                                                                           |               | 5' Kaiser 25' (pen) Eef Admiraal Kaiser                                                                  |
| WVV Wageningen                                                     |                                                                                       |               | |
|                                                                    | PEC                                                                                   | 2 – 2 (0 – 1) | WVV Wageningen                                                                                           |
| 15 oktober 1933 Plaats: Zwolle Sportpark De Vrolijkheid            | Huub Pallandt 60' Eef Admiraal (pen)                                                  |               | van de Meij Jochems                                                                                      |
|                                                                    | WVV Wageningen                                                                        | 2 – 0 (1 – 0) | PEC |
| 21 januari 1934 Plaats: Wageningen Stadion de Wageningse Berg      | van den Heuvel 35' K Heij 64'                                                         |               | |
| Enschedese Boys                                                    |                                                                                       |               | |
|                                                                    | PEC                                                                                   | 1 – 0 (0 – 0) | Enschedese Boys                                                                                          |
| 12 november 1933 Plaats: Zwolle Sportpark De Vrolijkheid           | Lulof Heetjans 65'                                                                    |               | |
|                                                                    | Enschedese Boys                                                                       | 1 – 2 (0 – 0) | PEC |
| 4 maart 1934 Plaats: Enschede Volkspark                            | J Scheuer 49'                                                                         |               | 58' Lulof Heetjans 63' Lulof Heetjans                                                                    |
| HVV Hengelo                                                        |                                                                                       |               | |
|                                                                    | PEC                                                                                   | 9 – 1 (5 – 0) | HVV Hengelo                                                                                              |
| 26 november 1933 Plaats: Zwolle Sportpark De Vrolijkheid           | Lulof Heetjans Huub Pallandt Kaiser Huub Pallandt Harry Kliphuis Huub Pallandt Kaiser |               | Eysink                                                                                                   |
|                                                                    | HVV Hengelo                                                                           | 2 – 3 (1 – 2) | PEC |
| 17 september 1933 Plaats: Hengelo Sportpark De Waarbeek            | van den Berg 8' Hasperhoven 60'                                                       |               | 13' Lulof Heetjans Huub Pallandt Basse Doorneweert                                                       |

### KNVB beker
| 3e ronde                                            | D.O.T.O.                                   | 1 – 3 (0 – 3) | P.E.C.                                |
| 18 maart 1934 Plaats: Deventer Sportpark D.O.T.O.   | Vroemisse                                  |               | (pen)                                 |
| 4e ronde                                            | VV Muntendam                               | 1 – 2 (0 – 1) | P.E.C.                                |
| 6 mei 1934 Plaats: Muntendam Sportpark Zuiderstraat | van der Veen jr 55'                        |               | 5' Lulof Heetjans 60' Geert Vogelzang |
| 5e ronde                                            | P.E.C.                                     | 3 – 4 (1 – 1) | VDL                                   |
| 21 mei 1934 Plaats: Zwolle Sportpark De Vrolijkheid | Johan Heilhof Lulof Heetjans Johan Heilhof |               | Arkelen                               |

## Statistieken PEC 1933/1934

### Eindstand PEC in de Nederlandse Eerste Klasse Oost 1933 / 1934
| Stand | Gespeeld | Gewonnen | Gelijk | Verloren | Punten | Doelpunten voor | Doelpunten tegen |
| ----- | -------- | -------- | ------ | -------- | ------ | --------------- | ---------------- |
| 4e    | 18       | 8        | 1      | 9        | 17     | 43              | 45               |

### Punten per tegenstander
|       | AVC Heracles | Go Ahead | Sportclub Enschede | AVC Vitesse | HVV Tubantia | AGOVV | WVV Wageningen | Enschedese Boys | HVV Hengelo |
| ----- | ------------ | -------- | ------------------ | ----------- | ------------ | ----- | -------------- | --------------- | ----------- |
| Thuis | 0            | 0        | 0                  | 0           | 2            | 2     | 1              | 2               | 2           |
| Uit   | 0            | 0        | 2                  | 0           | 0            | 2     | 0              | 2               | 2           |

### Doelpunten per tegenstander
|       | AVC Heracles | Go Ahead | Sportclub Enschede | AVC Vitesse | HVV Tubantia | AGOVV | WVV Wageningen | Enschedese Boys | HVV Hengelo | Totaal |
| ----- | ------------ | -------- | ------------------ | ----------- | ------------ | ----- | -------------- | --------------- | ----------- | ------ |
| Thuis | 0            | 0        | 0                  | 4           | 6            | 5     | 2              | 1               | 9           | 27     |
| Uit   | 1            | 1        | 3                  | 1           | 2            | 3     | 0              | 2               | 3           | 16     |
|       |              |          |                    |             |              |       |                |                 |             | 43     |